# Engoulevent de Caroline
Antrostomus carolinensis
Espèce
Statut de conservation UICN

 NT  : Quasi menacé
L'Engoulevent de Caroline (Antrostomus carolinensis, anciennement Caprimulgus carolinensis) est une espèce d'oiseau appartenant à la famille des Caprimulgidae. 

## Description
L'engoulevent de Caroline a la partie supérieure brunâtre et grisâtre marbrée variablement de noirâtre. L'extérieur des plumes est ocre. La partie inférieure est fauve pâle ou chamois marbrée ou barrée de sombre. La gorge est traversée de blanc, ocre ou chamois. La queue du mâle a les plumes intérieures aux extrémités blanches.

## Habitat
On le retrouve dans les régions sèches où il fréquente les forêts, maquis et plaines.

## Nidification
Il dépose 2 œufs à même le sol ou sur des feuilles à l'abri d'un fourré. Ils sont blancs ou chamois, marbrés de brun pâle et tachetés de lilas.